# Yoshi's Story
Yoshi's Story és un videojoc de plataformes per la Nintendo 64, continuació del famós joc per la Super Nintendo, Super Mario World 2: Yoshi's Island. Originalment es deia Yoshi's Island 64, en analogia a Super Mario 64, encara que va ser reanomenat a Yoshi's Story a l'agost de 1997. Alhora, es va augmentar la grandària del cartutx de 96 a 128 megabits.
El plataformes va ser desenvolupat per l'equip de Yoshi's Island i dirigit per Hideki Konno i produït per Takashi Tezuka. Aquest joc va ser el primer títol desenvolupat per EAD que no va ser produït per Shigeru Miyamoto.
Va ser un dels primers jocs a ser compatible amb Rumble Pak i, com a molts dels jocs protagonitzats per Yoshi, el joc era un plataformes 2D. Els gràfics estaven basats en digitalitzacions 2D de models 3D (mètode similar a l'empleat en el joc Donkey Kong Country), quelcom que en entrevistes i avanços va ser denominat com a 2,5D (en referència al fet que malgrat tractar-se d'un joc en 2D semblava un joc 3D). A més, els gràfics simulaven l'aspecte de tela i altres materials, la qual cosa a més atorgava un look únic al joc.

## Jugabilitat
L'objectiu principal en cadascun dels nivells és que Yoshi mengi les 30 peces de fruites repartides en cada fase mentre evita als enemics i als obstacles. La salut de Yoshi és representada per pètals d'una flor. Menjar fruita li dona pètals però cada vegada que li danyen perd pètals. Al principi de cada fase es tria a l'atzar una fruita de la sort. Una fruita de la sort, quan es menja, dona a Yoshi més salut que una altra fruita. A més, si Yoshi menja una fruita que és del mateix color que el propi Yoshi, aquesta recupera 3 pètals de la seva salut. Menjar melons també li dona més pètals de vida que la fruita normal però no tant com una fruita de la sort.
Durant el joc, Yoshi serà ajudat per Poochy, qui pot fer olor els melons o altres objectes del mateix valor amagats en l'escenari. La majoria dels enemics del jocs són els Shy Guys, sent la majoria digerits o noquejats. Els Shy Guys es poden veure en diferents formes: caminant per la terra, volant amb un aparell i fins i tot pujats a unes xanques.
A més dels sis colors bàsics, existeixen dos ous, negre i blanc, ocults que poden ser oposats augmentant el nombre de Yoshis seleccionables. El Yoshi color negre es troba en l'en la fase 2-1 i el color blanc en el la fase 3-2. Els Yoshis negre i blanc són comodins a causa que els agrada més varietat de fruita pel que poden aconseguir millors resultats que altres Yoshis. Les habilitats de Yoshi són molt heterogènies entre les quals s'inclou el menjar atrapant amb la seva llarga llengua, llançar ous, saltar o aixafar. Existeix també un Yoshi porpra que és seleccionable quan es col·leccionen totes les monedes d'un nivell.
El joc té una opció, a més de la manera historia, cridada Trial Mode on el jugador pot intentar aconseguir la més alta puntuació. Normalment un bon resultat sol ser de 5.000 a 7.000 punts depenent del nivell. No menjar cap fruita excepte els melons augmenta considerablement la puntuació. En la manera historia, el resultat és més alta (principalment si utilitzes un Yoshi blanc o negre) i un bon jugador pot superar fins i tot els 40.000 punts.

### Sistema de vides
El sistema de vides utilitzat en aquest joc és molt diferent al de la majoria dels jocs, tant de Yoshi com d'altres títols. En aquest joc ja no s'utilitza el 1 UP, 2 UP, 3 UP, etc, ni les barres de vida, ni els cors, sinó que cada Yoshi és com una vida. Els colors dels Yoshi són verd, rosa, groc, blau, vermell i cian, a més de dos colors addicionals (negre i blanc). La salut s'informa en forma de pètals. Una flor vermella representa un Yoshi ple d'energia; una flor groga un Yoshi Normal; i una flor verd-blavosa un Yoshi gairebé sense energia. Quan la Flor és color verd-blavosa i no té cap pètal, significa que solament li falta un cop al Yoshi per morir. Després que un obstacle o enemic el copeja en aquest estat el Yoshi caurà al sòl, i un grup de 4 Toadies, porta a aquest Yoshi al castell de Bowser, Aquest Yoshi es quedarà allà per sempre. Després, es pot seguir jugant sense aquest Yoshi, Si es té 5 colors de Yoshi i mor un, en tornar a intentar s'obté 4 colors de Yoshi, Si es perd tots els Yoshis, s'acaba el joc. No obstant això, hi ha un "Shy guy" amigable anomenat White Shy Guy (Shy Guy Blanc) Amagat en tots els nivells, Si es porta a aquest Shy Guy fins a la meta, el Shy Guy apareixerà en la pantalla de selecció de jugador, Si es tries com a jugador, en comptes d'anar al nivell seleccionat, anirà directament al castell de Bowser, i es pot rescatar al Yoshi que s'hagi perdut, però el Shy Guy desapareixerà després de rescatar-lo.

### Escenaris
- Inici: És el primer món i és un bosc, ideal per entrenar.
- Caverna: És el segon món i és una caverna plena de lava.
- Cim: És el tercer món i un cim en el cel amb 4 caps.
- Jungla: És el quart món i és una gran jungla (similar a Donkey Kong Country).
- Oceà: És un oceà amb illes i platges. És el cinquè món.
- Final: Aquest món ple de castells té com a cap final amb 4 vegades per lluitar a Baby Bowser. És el sisè i últim món.

## Argument
Baby Bowser realitza un encantament sobre l'illa de Yoshi convertint-la en un llibre d'històries. A més, el Super Happy Tree (en la versió en espanyol, l'Arbre de la Súper Felicitat), l'elixir de la vida pels Yoshis, ha estat robat. Per a fortuna dels Yoshis, sis ous van sobreviure i es van obrir. Els Baby Yoshis es desperten confusos, ja que l'illa hauria de ser súper feliç en comptes de trista. Van pensar que si tots ells fossin súper feliços, llavors frustrarien els plans de Baby Bowser i salvarien l'illa i el Super Happy Tree.
L'aventura dels Yoshis consisteix a creuar sis diferents pàgines amb quatre nivells. Els jugadors han de desbloquejar els nivells col·leccionant abans els cors a les pàgines (la pàgina u té quatre nivells desbloquejats des del principi). Col·leccionar un cor permet desbloquejar la segona fase, dos cors permeten desbloquejar la tercera i tres cors permeten desbloquejar la quarta. Això fa que el camí de la història sigui una ramificació de classes.

## Spin-off
Un demo per la Game Boy Advance basat en el joc va ser realitzada per mostrar millor les seves capacitats. Malgrat les expectacions, va ser anunciat que seria únicament una demo tecnològica i no es convertiria en un joc. No obstant això, el joc s'ha vist en un spin-off per la Game Boy Advance anomenada Yoshi Topsy-Turvy, a Europa anomenat Yoshi's Universal Gravitation, el qual no té el mateix sistema de joc però gaudeix de gràfics similars.

## Rebuda
Després del seu llançament inicial, Metacritic va donar Yoshi's Story una qualificació de 65 sobre 100 basada en vuit ressenyes, que indica "comentaris mitjans". Joe Fielder d eGameSpot va observar que Yoshi's Story "òbviament va ser dissenyat perquè els jugadors més joves poguessin jugar ràpidament i sentir-se que el poden superar", i el va qualificar de "bo per al lloguer". Edge va ressaltar els gràfics predefinits del joc per la seva varietat de colors i escenaris, però va criticar el joc per ser un repte massa fàcil i insuficient. Entre les poques crítiques més positives, Game Informer va elogiar la seva inusual direcció artística, un sistema de progressió únic i nombrosos secrets ocults.
Next Generation va revisar la versió de Nintendo 64 del joc, qualificant-la de dues estrelles de cinc, i va afirmar que "Yoshi's Story podria haver estat un renaixement per als desplaçadors laterals.
El 17 de setembre de 2007, Nintendo va fer el llançament inicial de "Yoshi's Story" al servei de consola virtual de Wii. El joc va quedar en segon lloc en les descàrregues de Virtual Console la setmana de la seva sortida, darrere Super Mario Bros. No obstant això, els comentaris de la crítica sobre el llançament de la VC del joc van ser inferiors als de la versió N64. GameSpot va fer que el VC descarregués una puntuació "pobra" de 4,0; 1,3 punts per sota de l'anterior revisió de Nintendo 64. La revisió actualitzada va donar cinc demèrits a Yoshi's Story: "Derivat", "Poca profunditat", "Curta", "Estrangulada" i "Massa fàcil". A la ressenya de l'editor de Lucas M. Thomas, de l'IGN, sobre el llançament de VC, li va donar un 6.0 per a "Okay", dient que el joc era "sense sentit" i "sense vinculació". Thomas va comentar que el "sistema de caça de queviures del joc era allunyat de l'estil de joc presentat al SNES Yoshi's Island, i allunyat del sentit de la diversió d'aquest joc." També va creure que l'absència de nivells de Baby Mario i 50+ va fer que la "premissa [se sentia] desconnectada. Avorrida", i que Yoshi's Island no era la seqüela que podria haver estat."

## Curiositats
- Les veus dels Baby Yoshis usades en aquest joc (creades per Kazumi Totaka) es van convertir en les veus de Yoshi per tots els futurs jocs, excepte Mario Golf, Mario Kart 64, Mario Party, Mario Party 2 i Mario Party 3.
- És dels primers jocs a vibrar gràcies al Rumble Pak.
- Aquest joc compta amb la mítica Totaka's Song que és una petita melodia de 19 notes composta per Kazumi Totaka que es pot trobar entrant al Trial Mode i esperar en la pantalla al voltant de 2 minuts i mig.